# 梁贊奇蹟
梁贊奇蹟（俄语：рязанское чудо），是蘇聯梁贊州黨委組織1959年一場宣傳運動，肉類和牛奶生產量做假的醜聞。

## 背景
1957年5月22日，當時蘇聯領導人赫魯曉夫在蘇聯農用工業的代表組成的地區性會議上作了講話，他在會議上宣揚他的著名口號是趕上和超過美國。在這次講話中，赫魯曉夫答應超越美國的主要經濟指標項目，並到1980年完成建設共產主義。在這次講話中規定的目標是三年內肉類在蘇聯生產的數量增加三倍。然而，實現這一目標仍遠未達標。承諾的一年後生產沒有增長和蘇聯仍然面臨糧食短缺，赫魯曉夫表達了他的不滿，在1958年底在蘇共中央委員會發出通告，要求區域黨委在州一級，採取“果斷行動”，以確保在1959年改善肉類生產。

## 事情
梁贊州的第一書記阿列克謝·拉里奧諾夫宣布在未來一年內該地區生產的肉量增加三倍的承諾，儘管是不現實的，但當時赫魯曉夫很激動。梁贊地區獲得多個獎項。在1959年2月該地區被授予了列寧勳章。
為了滿足承諾，全區共屠宰1959牛隻，還有相當一部分乳牛。此外也暫時挪用集體農莊私人家庭中自留地的牛，由於收集量仍不足以達到目標，不得不從其他來源在鄰近地區買肉。1959年12月16日梁贊黨委組織也宣布，該地區運送15萬噸肉的狀態，這是一年完成三年的目標。在此之上，地方當局答應在明年提供180,000噸。
1959年12月27日，赫魯曉夫自己在蘇共全會公佈的“關於農業生產的進一步發展宣布成功。同樣在12月，拉里奧諾夫被授予社會主義勞動英雄的稱號。
然而，在1960年在梁贊州肉類產量驟降至30000噸，因為相比1958年已經屠殺65％牛隻，更糟糕的是集體農莊私人家庭中的牛被暫時挪用，這減少了梁贊州穀物生產量的一半。1960年的秋天，它成為不可能隱瞞的事情。1960年9月拉里奧諾夫被撤職，剝離勞動英雄的稱號。1960年10月10日，他自殺了。

## 事后
類似事件在蘇聯的其他地區也有發生，雖規模較小，也導致農業生產全州範圍內下降。大約在同一時間赫魯曉夫迷戀玉米和強迫它的廣泛種植。一些在俄羅斯西北和波羅的海的黨領導人也熱衷報導黨的路線。即使玉米不會在北方地區生長良好。
所有這些事件給赫魯曉夫在蘇聯的形象給了當頭一棒。他的口號是“趕上並超過美國”成為被廣泛嘲笑的笑話。該事件促成了他在1964年被推翻。